# Hermann Thour von Fernburg
Hermann Thour von Fernburg (Praga, 20 ottobre 1822 – Gmunden, post 1890) è stato un militare austriaco, combattente nelle guerre risorgimentali italiane.

## Biografia
Hermann Thour von Fernburg  nacque a Praga nel 1822, figlio di un maggiore dell'esercito imperiale austriaco. 
Il 28 ottobre del 1834 entrò giovanissimo nell'esercito austriaco frequentando l'Accademia Militare Teresiana di Wiener Neustadt, dalla quale uscì il 30 settembre 1841 per ricoprire l'incarico di sottotenente di prima nomina all'11º Reggimento fanteria "Arciduca Ranieri". Il 30 giugno 1845 fu nominato tenente presso l'11º Reggimento fanteria "Principe ereditario Alberto di Sassonia" stanziato a Písek e Plzeň, un'unità boema di prima linea. 
Capitano di 1ª  classe, combatté nella seconda guerra di indipendenza in Italia con il 3º Battaglione dell'11º  Reggimento fanteria il 4 giugno nella battaglia di Magenta e l'8 giugno nella battaglia di Melegnano come comandante delle compagnie 17ª e 18ª della 9ª Divisione della  1ª  Brigata von Roden, che avevano il compito di difendere un gruppo isolato di case poste dinanzi alla cittadina. Nel combattimento il Reggimento ebbe perdite gravissime: 22 ufficiali e 1459 uomini morti e lo stesso generale von Roden fu ucciso da un colpo di moschetto nella piazza della città.
Promosso al grado di maggiore il 5 luglio 1859 a Verona, con lo scoppio della terza guerra di indipendenza del 1866 fu nominato, il 2 giugno, al grado di tenente colonnello. Comandò una mezza brigata, imperniata sull'11º Reggimento di fanteria della 8ª Divisione del generale Von Kuhn e su alcune compagnie di Kaiserjäger, con la quale partecipò al contrasto del Corpo Volontari Italiani di Giuseppe Garibaldi nelle operazioni in Valvestino. Qui,  contrastò l'avanzata della colonna di garibaldini del maggiore Luigi Castellazzo e tra il   7 e il 10 luglio prese parte alla battaglia di Lodrone,  nella quale rimediò una sconfitta da parte dei garibaldini di Giacinto Bruzzesi. Fu sostituito al comando della sua mezza brigata il 10 luglio dal maggiore Philipp Graf Grunne in quanto cadde ben presto ammalato per la durezza della campagna. 
Nel 1870 fu comandante con il grado di colonnello del 7º Battaglione Landwehr  stanziato a Gmunden nell'Alta Austria e successivamente posto in pensione.